# Passtjärnen
Passtjärnen är en sjö i Strömsunds kommun i Jämtland och ingår i Ångermanälvens huvudavrinningsområde. Sjön har en area på 0,0416 kvadratkilometer och ligger 550 meter över havet. Passtjärnen ligger i Gråberget-Hotagsfjällen Natura 2000-område.

## Delavrinningsområde
Passtjärnen ingår i det delavrinningsområde (711774-145560) som SMHI kallar för Mynnar i Luvkullvattenån. Medelhöjden är 575 meter över havet och ytan är 3,67 kvadratkilometer. Det finns ett avrinningsområde uppströms, och räknas det in blir den ackumulerade arean 4,02 kvadratkilometer. Vattendraget som avvattnar avrinningsområdet har biflödesordning 5, vilket innebär att vattnet flödar genom totalt 5 vattendrag innan det når havet efter 280 kilometer. Avrinningsområdet består mestadels av skog (87 procent) och sankmarker (12 procent). Avrinningsområdet har 0,04 kvadratkilometer vattenytor vilket ger det en sjöprocent på 1,2 procent.